# Liste der Landräte des Kreises Recklinghausen

Wappen des Kreises Recklinghausen

Diese Liste führt die Landräte des Kreises Recklinghausen seit dessen Gründung im Jahr 1816 auf. Die angegebenen Zeiten berücksichtigen ggf. auch kommissarische Tätigkeiten als Landrat vor entsprechender offizieller Ernennung.

## Hauptamtliche Landräte als Staatsbeamte

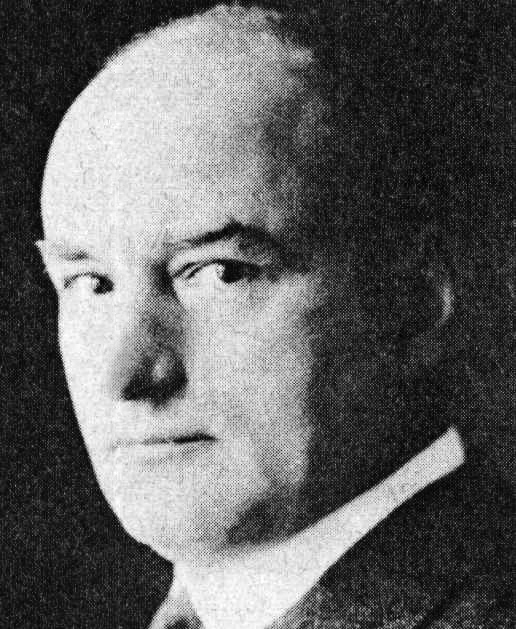
Erich Klausener, von 1919 bis 1924 Landrat im Kreis Recklinghausen (Foto von 1928)

- 1816–1829 Wilhelm von und zu Westerholt und Gysenberg
- 1830–1849 Friedrich Carl Devens
- 1849–1893 Robert von Reitzenstein
- 1893–1913 Felix von Merveldt
- 1913–1919 Robert Bürgers, Zentrum
- 1919 Oskar Stübben
- 1919–1924 Erich Klausener, Zentrum
- 1924–1927 Max Hüesker, Zentrum
- 1927–1933 Max Schencking, Zentrum
- 1933 Kurt Matthaei, NSDAP
- 1933–1935 Josef Rieth, NSDAP
- 1935–1938 Otto Ehrensberger
- 1938–1939 Kurt von Borries, NSDAP (nur kommissarisch)
- 1939–1945 Hans Reschke, NSDAP

## Von derbritischen Militärregierungeingesetzter hauptamtlicher Landrat
- 1945–1946 Friedrich Niemeyer

## Vom durch die britische Militärregierung eingesetzten Kreistag gewählter ehrenamtlicher Landrat
- 1946 Anton Hoppe, CDU

## VomKreistaggewählte ehrenamtliche Landräte
- 1946–1956 Anton Hoppe, CDU
- 1956–1969 Willi Steinhörster, SPD
- 1961 Peter Heckmann, SPD
- 1961–1964 Theodor Liesenklas, CDU
- 1964–1966 Peter Heckmann, SPD
- 1966–1975 Franz Becker, SPD, später parteilos
- 1975–1994 Helmut Marmulla, SPD
- 1994–1999 Hans Ettrich, SPD

## Direkt gewählte hauptamtliche Landräte
- 1999–2004 Hans-Jürgen Schnipper, CDU
- 2004–2009 Jochen Welt, SPD
- 2009–2020 Cay Süberkrüb, SPD
- seit 2020 Bodo Klimpel, CDU